# Szörnyella (film)
A Szörnyella (eredeti cím: Cruella) 2021-ben bemutatott amerikai bűnügyi filmdráma, vígjáték, amely Dodie Smith 1956-os Száz meg egy kiskutya című regényének Szörnyella de Frász karakterén alapul. A filmet Craig Gillespie rendezte, a forgatókönyvet Dana Fox és Tony McNamara írta, Aline Brosh McKenna, Kelly Marcel és Steve Zissis történetéből. Ez a harmadik élőszereplős adaptáció a 101 kiskutya franchise-ban. A főszerepet Emma Stone, Emma Thompson,  Joel Fry,  Paul Walter Hauser,  Emily Beecham,  Kirby Howell-Baptiste és Mark Strong alakítja.
A Walt Disney Pictures 2013-ban jelentette be a film fejlesztését, Andrew Gunn producerrel. Stone 2016-ban kapta meg a szerepet, és a film executive producere is Glenn Close mellett, aki Szörnyellát alakította az előző élőszereplős adaptációkban, a 101 kiskutyában (1996) és a 102 kiskutyában (2000). A forgatás 2019 augusztusa és novembere között zajlott Angliában.
A Szörnyella világpremierje 2021. május 18-án volt Los Angelesben, ami az első nagy vörös szőnyeges esemény a COVID-19 világjárvány kezdete óta, május 28-án mutatták be az Amerikai Egyesült Államok mozijaiban, és egyidejűleg elérhetővé vált a Disney+-on. Magyarországon 2021. június 10-én mutatta be szinkronizálva a Fórum Hungary. A projekt világszerte 89 millió dolláros bevételnél tart, és általánosságban a kritikusok dicsérték Gillespie rendezését, az alakításokat (különösen Stone, Thompson és Hauser), a jelmeztervezést, a produkciós értékeket és a filmzenét, de kritizálták a forgatókönyvet. A film folytatása  fejlesztés alatt áll.

## Cselekmény
Estella Miller kreatív, a divathoz tehetséges, de lázadó természete miatt Catherine kiveszi lányát az iskolából, és azt tervezi, hogy Londonba költöznek. Hogy anyagi segítséget kérjen, útközben megáll egy partin, amelyet a gazdag von Hellman bárónő rendez. Estella szemtanúja lesz annak, ahogy anyját a bárónő vad dalmatái a halálba taszítják egy szikláról. Az árván maradt Estella Londonba utazik, és összebarátkozik két tolvaj utcagyerekkel, akiket Jaspernek és Horace-nak hívnak. Hogy észrevétlen maradjon, eredetileg fekete-fehér haját vörösre festi.
Tíz évvel később Estella Jasper és Horace mellett tolvajként keresi kenyerét, miközben divatszakértői képességeit az álruháik megtervezésével tölti. Születésnapjára Jasper és Horace takarítói állást szerez neki a Liberty áruházban. A részeg Estella átalakítja az egyik kirakatot, és megkapja az áhított munkát a bárónőnél, aki egy híres, de tekintélyelvű tervező. Estella elnyeri a bárónő bizalmát, de végül észreveszi, hogy főnöke egy olyan nyakláncot visel, amely egykor Estella anyjáé volt. Miután a bárónő azt állítja, hogy korábban egy alkalmazottja ellopta, Estella megkéri Jaspert és Horace-t, hogy szerezze vissza a nyakláncot.
Estella álruhájában és természetes hajszínét viselve betör a bárónő egyik partijára, hogy ellopja a nyakláncot. Amikor a bárónő egy síp segítségével parancsol a dalmatáinak, Estella rájön, hogy ugyanezzel a füttyel irányította a kutyáit Catherine meggyilkolására. Estella bosszút akar állni anyja haláláért, és azzal gúnyolja a bárónőt, hogy megjelenik az összejövetelein Szörnyella alakjában és feltűnő öltözékekben, amelyeket egy Artie nevű ruhabolt tulajdonosának segítségével tervez. A bohóckodásai gyerekkori barátnője, Anita, egy pletykalapíró révén kapnak nyilvánosságot. Szörnyella gőgös és arrogáns viselkedése egyre jobban zavarja Jaspert és Horace-t, a bárónőt pedig bosszantja, aki kirúgja ügyvédjét, Rogert, amiért nem tudta megállítani Szörnyellát. Estella elrabolja a bárónő dalmatáit is, miután az egyik véletlenül lenyeli az anyja nyakláncát.
Estella szabotálja a bárónő tavaszi kollekciójának bemutatóját, és megrendezi saját bemutatóját a Regent's Parkban. Miután a bárónő rájön, hogy Estella és Szörnyella egy és ugyanaz, letartóztatja Jaspert és Horace-t, Estellát pedig megkötözi, és hagyja, hogy meghaljon az általa gyújtott lakástűzben.
Estellát a bárónő inasa, John menti meg, aki elárulja, hogy a nyaklánc egy olyan doboz kulcsa, amely Estella születési adatait tartalmazza. Rájön, hogy a bárónő a biológiai anyja, és a születésekor arra utasította Johnt, hogy ölesse meg a csecsemő Estellát, hogy ő kizárólag a karrierjére koncentrálhasson. John ehelyett Catherine-nek, a bárónő egyik szobalányának adta a csecsemőt, aki titokban felnevelte Estellát, mint a saját gyerekét.
Estellát feldühíti Catherine megtévesztése, és hogy bosszúját beteljesítse, végleg felveszi a Szörnyella nevet.
Szörnyella kiszabadítja Jaspert és Horace-t a börtönből egy kukásautóval végrehajtott akcióval, és beszervezi őket és Artie-t a végső tervébe.
Beosonnak a bárónő jótékonysági gálájára, ahol Szörnyella (Estellának öltözve) felfedi a bárónő előtt, hogy ő az elhagyott lánya. A bárónő úgy tesz, mintha megbánná tettét, és megkéri, hogy megölelhesse, de lelöki a sziklaerkélyről, nem tudván, hogy a vendégeit kivezették, és szemtanúi voltak az eseménynek.
Szörnyella a ruhájába rejtett ejtőernyő segítségével túléli a zuhanást, és leveti Estella álruháját, mielőtt visszatér, hogy tanúja legyen a bárónő letartóztatásának. Miután felveszi a „de Frász” vezetéknevet (amelyet a tőle ellopott Panther De Ville ihletett), Szörnyella megörökli Hellman Hall-t, mint annak jogos örököse.
A stáblista alatt Szörnyella két dalmata kutyakölyköt ad Rogernek és Anitának, akiket Pongónak és Perditának nevezett el. Az immár dalszerzőként dolgozó Roger elkezdi megkomponálni a később ismertté vált „Szörnyella de Frász” című dalt.

## Szereplők
| Szerep                                                | Színész                                         | Magyar hang                                |
| ----------------------------------------------------- | ----------------------------------------------- | ------------------------------------------ |
| Estella Miller / Szörnyella de Frász                  | Emma Stone Tipper Seifert-Cleveland (12 évesen) | Törőcsik Franciska Kobela Kíra (12 évesen) |
| von Hellman bárónő                                    | Emma Thompson                                   | Kovács Nóra                                |
| Jasper Badun                                          | Joel Fry Ziggy Gardner (12 évesen)              | Ágoston Péter Molnár Olivér (12 évesen)    |
| Horace Badun                                          | Paul Walter Hauser Joseph MacDonald (12 évesen) | Minárovits Péter Kelemen Noel (12 évesen)  |
| Catherine Miller, Estella nevelőanyja                 | Emily Beecham                                   | Bartsch Kata                               |
| Anita Darling, Estella gyerekkori barátnője, riporter | Kirby Howell-Baptiste Floria Kamara (12 évesen) | Dobó Enikő Predák Anna (12 évesen)         |
| John, a bárónő inasa                                  | Mark Strong                                     | Epres Attila                               |
| Artie, ruhabolt tulajdonos                            | John McCrea                                     | Fehér Tibor                                |
| Roger Dearly                                          | Kayvan Novak                                    | Varga Gábor                                |
| Gerald                                                | Jamie Demetriou                                 | Szatory Dávid                              |
| Jeffrey                                               | Andrew Leung                                    | Kisfalusi Lehel                            |
| rendőrfelügyelő                                       | Paul Bazely                                     | Csankó Zoltán                              |
| George                                                | Abraham Papoola                                 | Bognár Tamás                               |
| igazgató                                              | Leo Bill                                        | Seder Gábor                                |
| Frederick                                             | Tim Steed                                       | Bordás János                               |
| hölgy                                                 | Ninette Finch                                   | Bókai Mária                                |
| franciául beszélő őr                                  | Joey Akubeze                                    | Jakab Csaba                                |

## A film készítése

### Előkészületek
2013-ban jelentették be az élőszereplős Szörnyella de Frász-film elkészítését, amely a Disney 101 kiskutya-franchise karakterén alapul. 2013-ban Andrew Gunnt szerződtették a film produceri feladataira, Glenn Close (aki korábban már játszotta a karaktert az előző, 1996-os élőszereplős adaptációban, a 101 kiskutya és annak folytatásában, a 102 kiskutya című filmben) volt az executive producer, Kelly Marcel pedig átdolgozta az eredetileg Aline Brosh McKenna által írt forgatókönyvet. 2016 januárjában Emma Stone kapta meg Szörnyella de Frász címszerepét. A jelmeztervező Jenny Beavan később azt nyilatkozta, hogy az ő szerepe a filmben az volt, hogy Stone fiatalabbnak tűnjön, mint Close 1990-es évekbeli szerepe a 101 kiskutyából; megerősítve a filmek közötti közös folytonosságot. Stone azonban nem ábrázolhatta Szörnyellát dohányosként, mint ahogy korábban volt, mivel a Disney 2007 óta megtiltotta, hogy a filmjeiben dohányzó karaktereket mutassanak.
2016 augusztusában Jez Butterworth kapta azt a feladatot, hogy a forgatókönyv korábbi tervezetét átírja. 2016 novemberében bejelentették, hogy a Disney felkérte Alex Timbers-t az élőszereplős adaptáció rendezésére, és Marc Platt producerként csatlakozott a filmhez. 2018 decemberében azonban kiderült, hogy Timbers időzítési konfliktusok miatt otthagyta a filmet, helyette Craig Gillespie vette át a rendezői széket. 2019 májusában Emma Thompson csatlakozott a szerepgárdához, mint bárónő, akit úgy jellemeztek, mint "Szörnyella ellenlábasa, akiről úgy gondolják, hogy kulcsszerepet játszott a ma ismert gonosztevővé válásában". Nicole Kidmant tartották a legesélyesebbnek, de Charlize Theron, Julianne Moore és Demi Moore is szóba került a szerepre, míg Roger Dearly szerepére Dev Patel volt esélyes. Ugyanebben a hónapban Tony McNamara és Dana Fox felkérést kapott a forgatókönyv legújabb változatának megírására. Joel Fry és Paul Walter Hauser a következő hónapokban csatlakoztak a stábhoz, Jasper és Horace szerepére.

### Forgatás
2019 augusztusában, a D23 Expo során kiderült, hogy a Szörnyella forgatása megkezdődött. Az eseményen bemutatták a film első hivatalos képét is, amelyen Stone Szörnyella de Frászt alakítja három felnőtt dalmatával pórázon, míg Hauser Horace-t, Fry pedig Jaspert alakítja. 2019 szeptemberében Mark Strong, Emily Beecham és Kirby Howell-Baptiste csatlakozott a szereplők köreibe. A forgatás 2019 novemberében fejeződött be.

## Folytatás
2021 májusában Stone és Thompson is kijelentette, hogy szeretnének egy második Szörnyella-filmet készíteni A Keresztapa II. stílusban, amely egyszerre szolgálna folytatásként és előzményfilmként. 2021. június 4-én a Disney bejelentette, hogy a folytatás hivatalosan is a fejlesztés korai szakaszában van, Gillespie és McNamara várhatóan visszatér rendezőként, illetve forgatókönyvíróként.

## Fordítás
- Ez a szócikk részben vagy egészben  a   Cruella (film) című angol Wikipédia-szócikk fordításán alapul.  Az eredeti cikk szerkesztőit annak laptörténete sorolja fel. Ez a jelzés csupán a megfogalmazás eredetét és a szerzői jogokat jelzi, nem szolgál a cikkben szereplő információk forrásmegjelöléseként.